# Snoqualmie Falls
Snoqualmie Falls és un salt d'aigua de 82 metres en el riu Snoqualmie, situat entre les poblacions d'Snoqualmie i de Fall City, a l'estat de Washington, dels Estats Units d'Amèrica. És una de les atraccions escèniques de Washington més populars, però és potser més conegut internacionalment per la seva aparició a sèries televisives de culte com Twin Peaks. Més d'1,5 milions de visitants el visiten cada any.
La major part del cabal del riu és desviat a les centrals elèctriques, però a vegades el riu baixa prou alt per saltar per tota l'amplada del precipici, el que crea un aerosol gairebé encegador. L'alt cabal d'aigua es produeix després d'un període de fortes pluges o de neu seguit per un clima plujós i tebi. Això pot ocórrer durant l'estació plujosa que dura de novembre fins a març. Quan el cabal d'aigua és alt, el saltant pren la forma d'una cortina.
Per als snoqualmies, pobladors de la vall Snoqualmie durant segles, les Snoqualmie Falls tenen un caràcter central en la seva cultura, creences i espiritualitat. Per ells és un lloc d'enterrament tradicional, i "el lloc on Primera Dona i Primer Home van ser creats per Lluna la Transformadora" i "on les oracions s'eleven fins al Creador per grans boirines que sorgeixen del poderós cabal." Les boirines que pugen des de la base de la cascada es diu que serveixen per connectar el Cel i la Terra.

## Centrals elèctriques

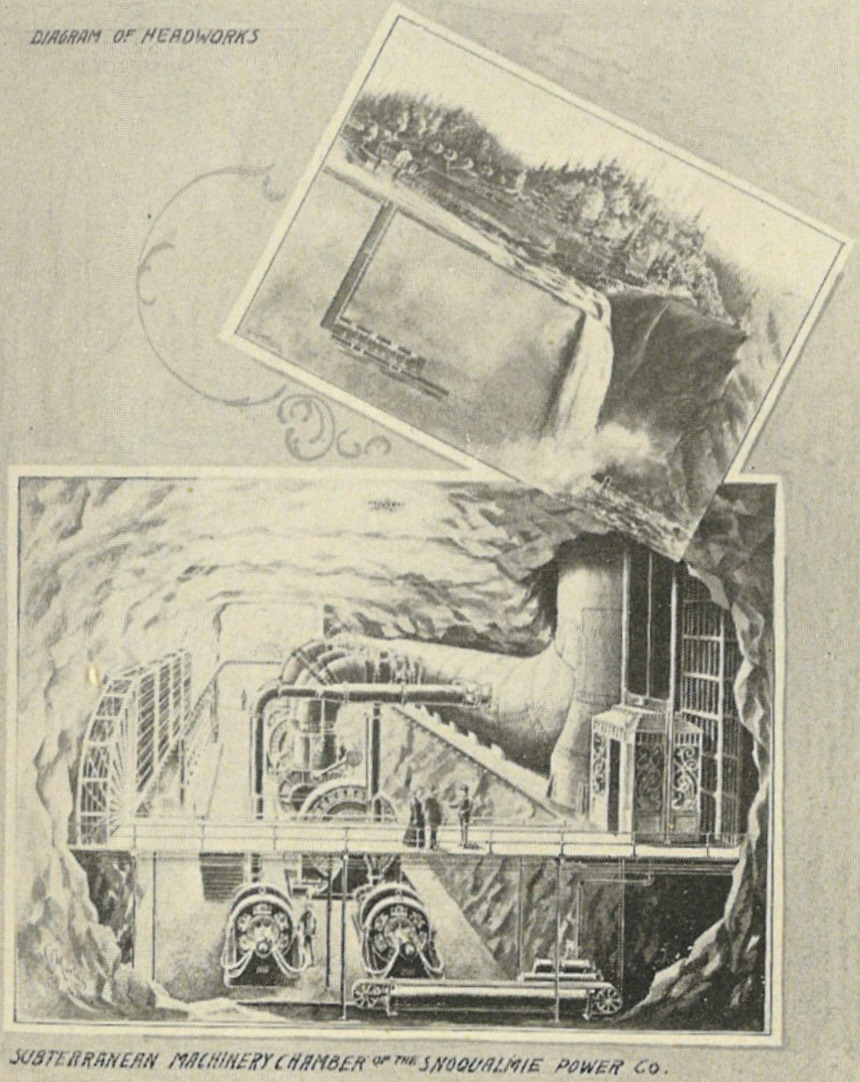
Esquemes de secció de la Central elèctrica 1

La central hidroelèctrica de Snoqualmie Falls, situada en aquest salt d'aigua, és operada actualment per l'empresa Puget Sound Energy. Es compon de dues centrals elèctriques, la Central 1 (Plant 1) i la Central 2 (Plant 2). La Central 1 fou construïda l'any 1899 i opera a la base del saltant, inserida a la roca, a 82 metres per sota de la superfície. Fou la primera central elèctrica totalment subterrània del món. La Central 2 fou construïda el 1910 i posteriorment ampliada el 1957, i està localitzada a una distància curta riu avall de la cascada. Aproximadament un 1% de les vendes de Puget Sound Energy  provenen de la central. Aquestes dues centrals elèctriques proporcionen 44,000 quilovats d'electricitat, l'equivalent al consum de 16.000 llars mitjanes.

## Galeria

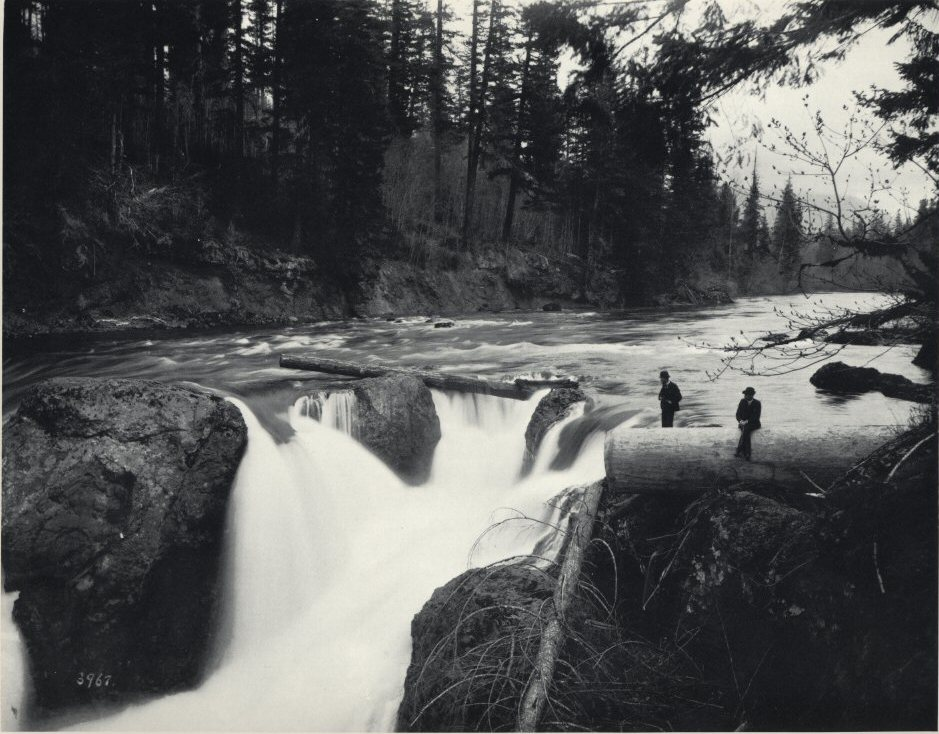
Caire del saltant, Primavera 1890 - Jay Franc Haynes
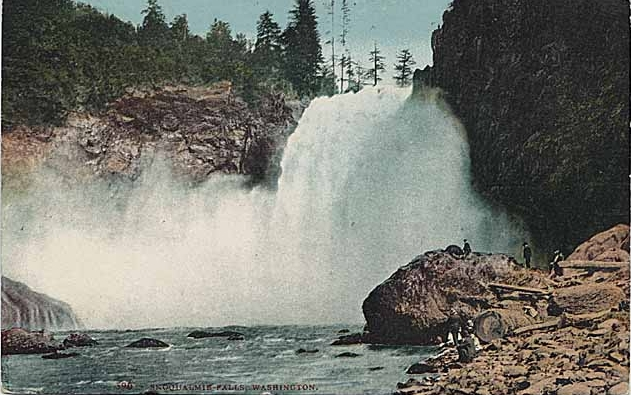
Foto de 1910 del saltant, acolorida a mà.
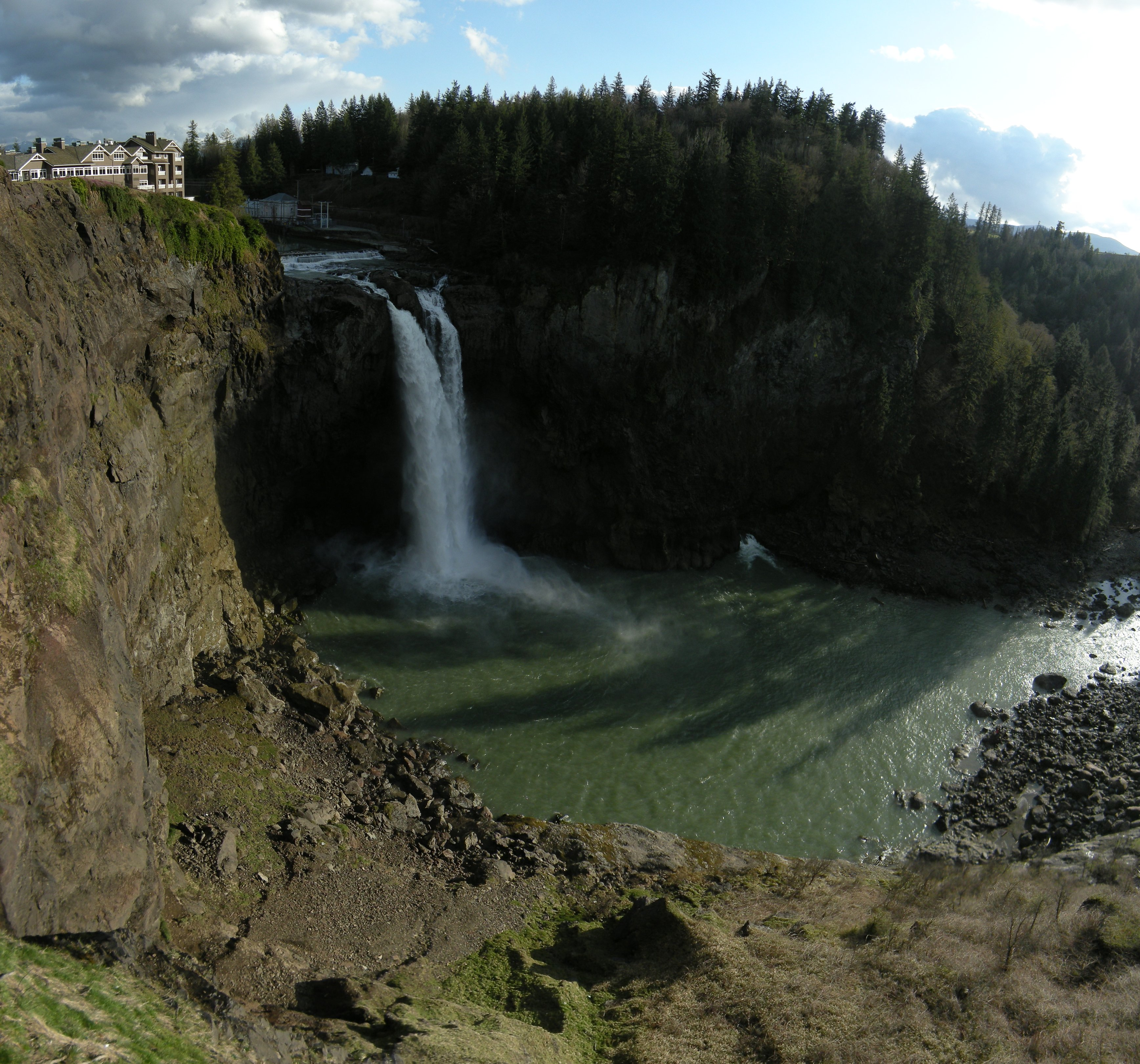
Vista panoràmica a finals de març.
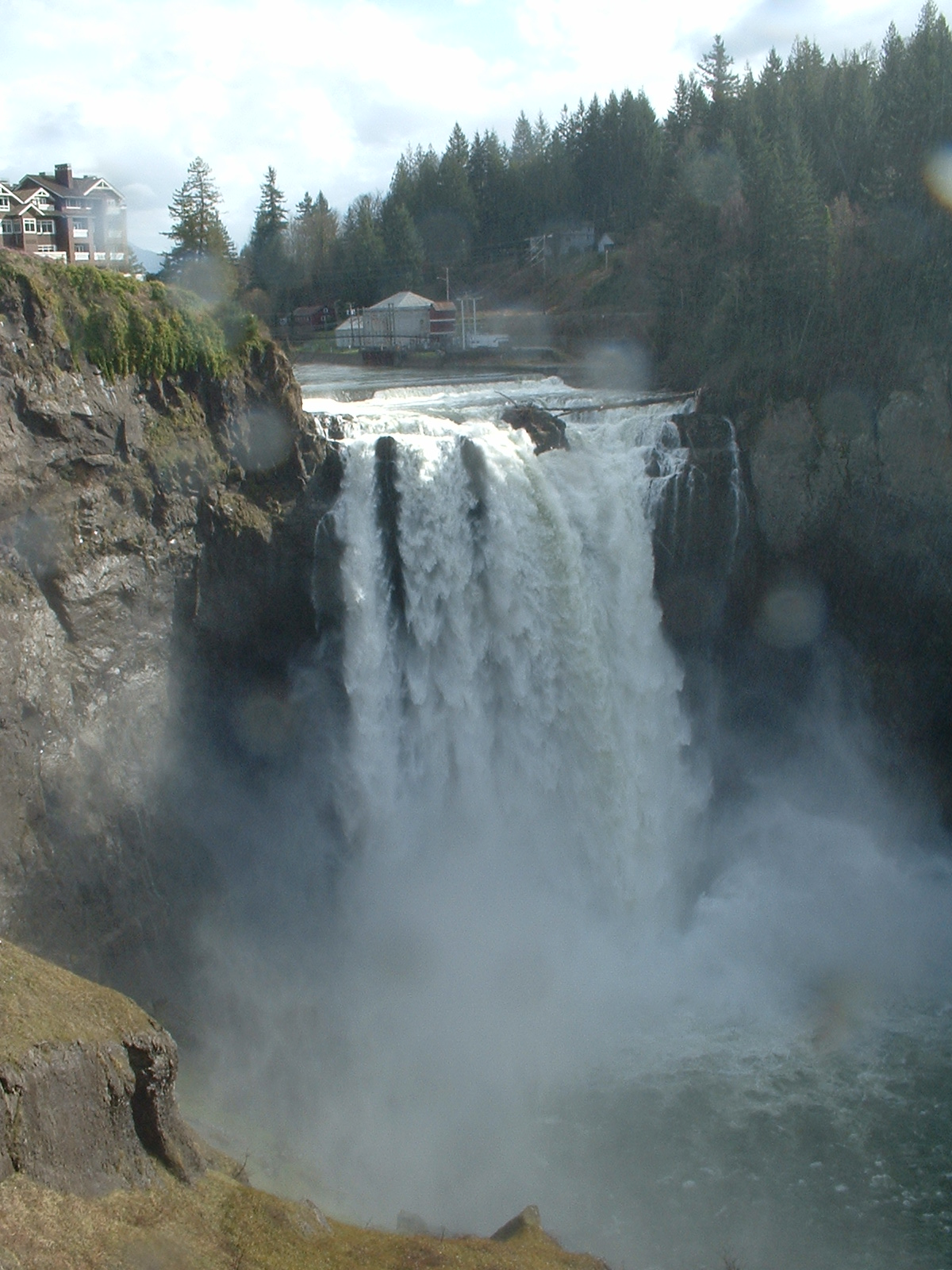
Snoqualmie Falls a mitjans de març.
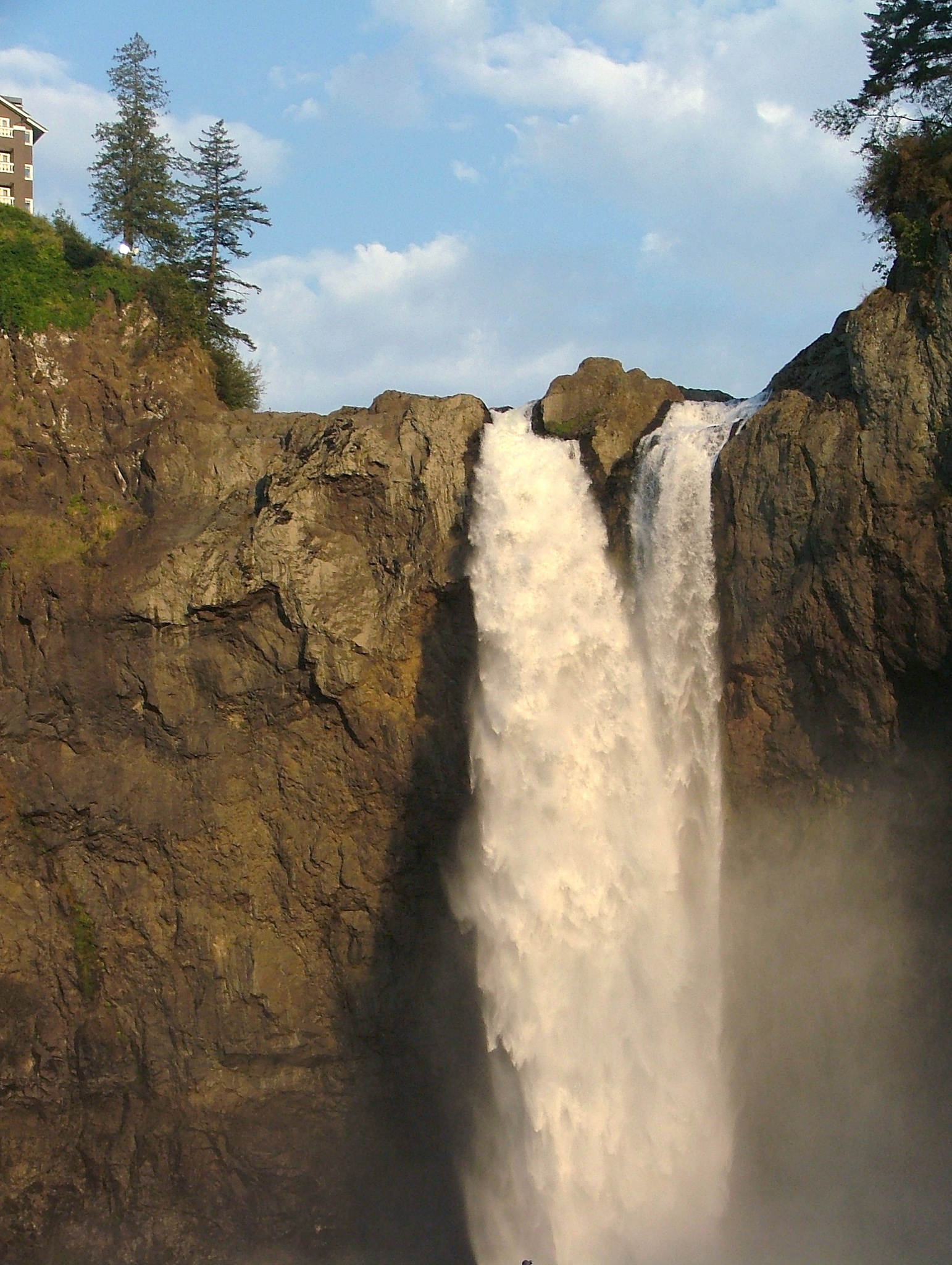
El saltant a l'agost
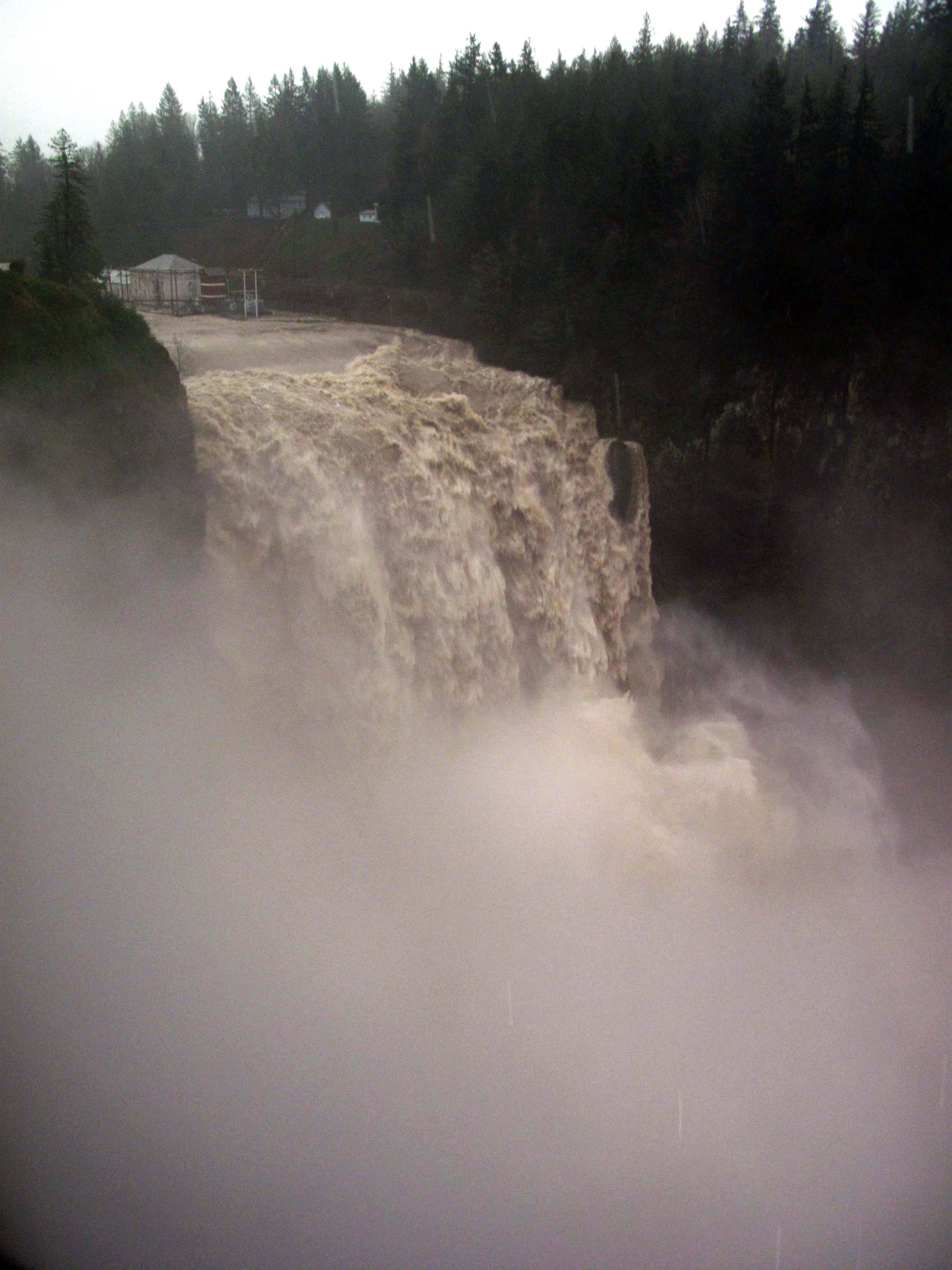
Flux del cabal en època d'inundació.
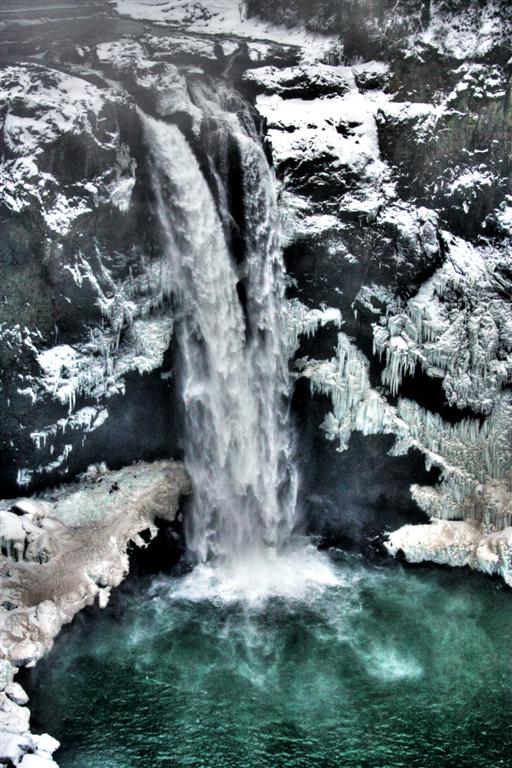
El saltant el dia de Nadal 2008.
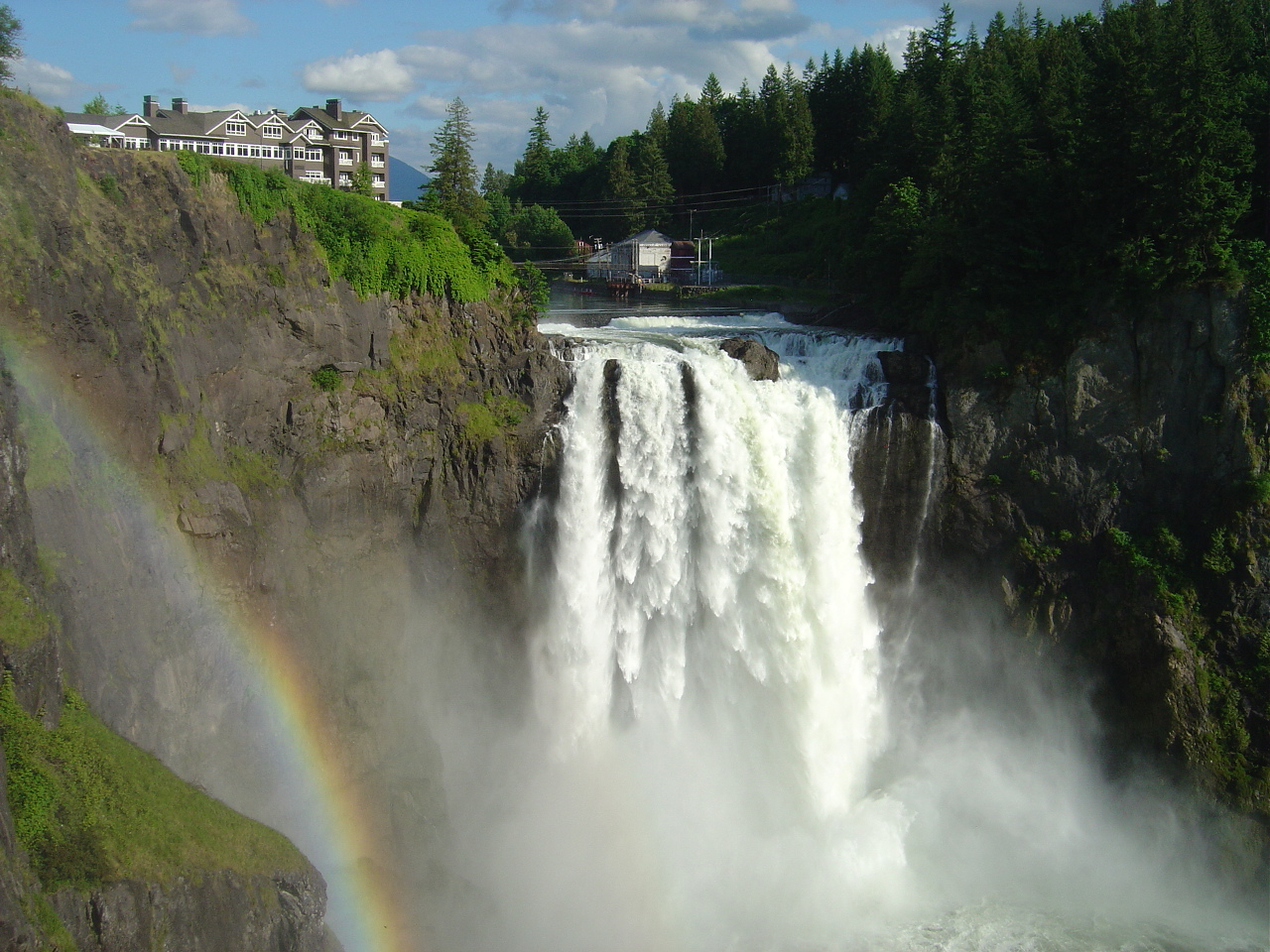
Vistes del pavelló superior.